# Scleropogon picticornis
Scleropogon picticornis är en tvåvingeart som beskrevs av Friedrich Hermann Loew 1866. Scleropogon picticornis ingår i släktet Scleropogon och familjen rovflugor. Inga underarter finns listade i Catalogue of Life.